# دانشگاه لورالایی
دانشگاه لورالایی (اردو: یونیورسٹی آف لورالائی) در لورالای پاکستان است. این دانشگاه از سال ۲۰۰۹ فعالیت علمی خود را آغاز کرد. این دانشگاه در ابتدای تأسیس تقریباً چهار سال تحت مدیریت دانشگاه بلوچستان اداره می‌شد.